# Yurttepe, Başkale
Yurttepe là một xã thuộc thành phố Başkale, tỉnh Van, Thổ Nhĩ Kỳ. Dân số thời điểm năm 2011 là 1.418 người.